# Paul W. Hertin

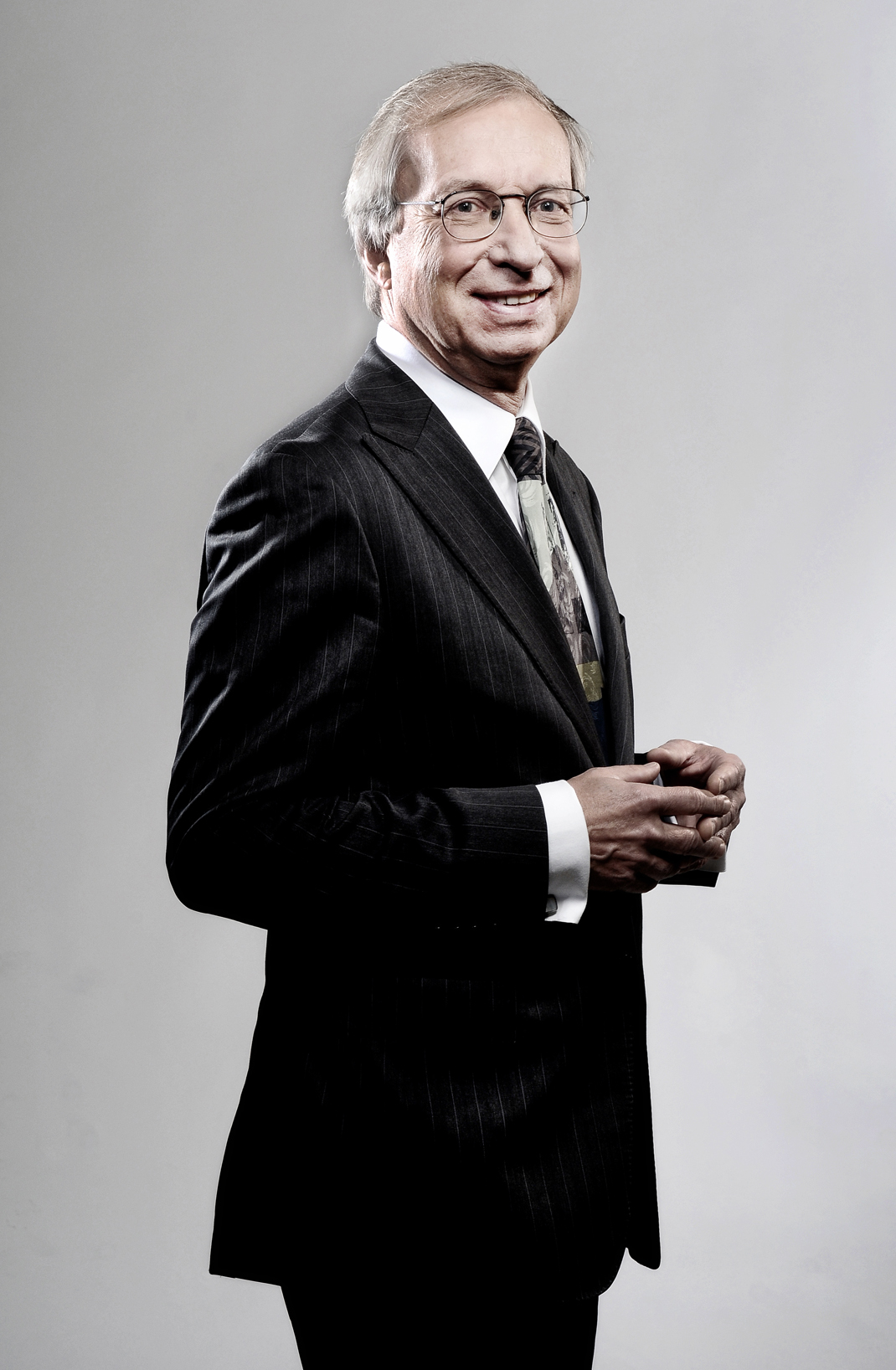
Paul W. Hertin, 2009

Paul Wolfgang Hertin (* 1940) ist ein deutscher Rechtsanwalt und Notar a. D. Er ist Autor, Herausgeber und Kommentator urheberrechtlicher Standardwerke auf dem Gebiet des geistigen Eigentums.

## Biografie
Nach dem Abitur am Jesuitenkolleg Aloisiuskolleg in Bonn-Bad Godesberg studierte er Rechtswissenschaft an den Universitäten Freiburg, Innsbruck und Münster. 1966 bis 1969 Referendariat beim Kammergerichtspräsidenten in Berlin, 1969 Promotion an der Westfälischen Wilhelms-Universität Münster.
Hertin ist verheiratet und Vater von zwei Töchtern, Katja Hertin und Julia Hertin.

## Berufliche Laufbahn
Nach Abschluss des Studiums blieb Hertin in Berlin und fand Aufnahme in die Urheberrechtskanzlei Nordemann. Er arbeitete an dem Standardkommentar zum Urheberrecht Fromm/Nordemann bis zur 9. Aufl. 1998 maßgeblich mit. Nach dem Ausscheiden von Wilhelm Nordemann wurde die Kanzlei unter dem Namen Anwaltssozietät Hertin fortgeführt.
1972 wurde Hertin Lehrbeauftragter und 1989 Honorarprofessor an der Universität der Künste in Berlin (UdK) im Fachbereich Gesellschafts- und Wirtschaftskommunikation (Institut für Praxis und Theorie der Kommunikation). Zeitweilig wirkte er darüber hinaus als Lehrbeauftragter für Medienrecht an der Hochschule für Film und Fernsehen (HFF), Fachbereich Film- und Fernsehproduktion, Potsdam-Babelsberg.
Hertin ist Mitglied im Fachausschuss Urheber- und Verlagsrecht der Deutschen Vereinigung für Gewerblichen Rechtsschutz und Urheberrecht (GRUR) und des Ausschusses Geistiges Eigentum des Deutschen Anwaltsvereins (DAV), sowie Vorsitzender des Fachanwaltsausschusses Informationstechnologierecht der Rechtsanwaltskammer Berlin (bis 2010).

## Fälle und Themen (Auswahl)
Hertin vs. Schricker
1996 hatte Gerhard Schricker in einem Aufsatz dafür plädiert, Werbekonzeptionen als eigene künstlerische Werkart zu betrachten und ihnen als geistig-schöpferischen Werken sui generis Urheberschutzfähigkeit zuzubilligen. Dem hielt Hertin entgegen, nur in ihrer gestalteten, zur Form geronnenen Ausprägung könnten Werbekonzeptionen Urheberrechtsfähigkeit erlangen – der Einführung einer eigenen Werkart bedürfe es dazu nicht. Die Fachwelt folgte mit großer Mehrheit Hertins Auffassung; diese Rechtsposition hat in der Folge weit über den Bereich der Werbung hinaus Bedeutung erlangt und ist beispielsweise eingegangen in die wegweisende Sendeformatsentscheidung des BGH.
Pro und Contra Sampling
In einem weiteren Meinungsstreit – ausgetragen v. a. mit Thomas Hoeren – hat Hertin zu der bis heute brisanten Frage Stellung bezogen, ob das sog. Sampling, die Übernahme kleinster, für sich nicht urheberrechtsfähiger Teile eines Tonträgers, urheberrechtlich zulässig sei oder nicht. Hertin hat die Frage verneint, und der BGH hat sich seiner Auffassung angeschlossen. Diese Position ist nicht unumstritten und wird nach wie vor auch außerhalb der juristischen Sphäre kontrovers diskutiert.
Grass gegen die FAZ
In diesem Fall, der wegen der Diskussion um Günter Grass’ NS-Vergangenheit durch die Medien ging, stand zur Diskussion, ob das Urheber- und Persönlichkeitsrecht Grass’ Briefe vor einer ungenehmigten Veröffentlichung schützt, oder ob in diesem Fall das öffentliche Interesse überwiege, wie die FAZ ins Feld führte. Hertin machte erfolgreich geltend, dass es Urhebern grundsätzlich vorbehalten bleiben muss, über ihre unveröffentlichten Korrespondenzen selbst zu bestimmen. Daraus allerdings den absoluten Vorrang des Urheberrechts vor anderen Interessen abzuleiten, wie in der Rezeption geschehen, würde sogar verfassungsrechtlichen Bedenken begegnen.
Angemessene Vergütung (1)
Auch der Fall „Mauerbilder“, der bis vor den BGH führte, fand großes öffentliches Interesse. Hier hatte der deutsche Staat durch die Versteigerung eines bemalten Stücks der Berliner Mauer einen Gewinn von 1,8 Mio. DM erzielt. Hertin argumentierte, ein erheblicher Teil des Erlöses stehe den Künstlern zu. Dieser Auffassung schloss sich der BGH an und sprach den von Hertin vertretenen Künstlern (nach Abzug des „historischen Werts“ als Teil des Verkaufserlöses) eine Urhebervergütung von 700.000 DM zu.
Angemessene Vergütung (2)
Für den seit der Urheberrechtsreform von 2002 auch gesetzlich verankerten Anspruch der Urheber auf angemessene Vergütung (§ 32 UrhG) schlug sich Hertin 2011 in einem Aufsatz in die Bresche, nachdem in den vorangegangenen Jahren verstärkt Tendenzen zu beobachten waren, diesen Anspruch durch das Postulat eines nicht anpassungsfähigen Anteils der Urhebervergütung aufzuweichen bzw. durch die Hintertür rückgängig zu machen. Hertin vertritt demgegenüber die Einheitlichkeit der Urhebervergütung und argumentiert, deren Aufspaltung widerspreche fundamentalen Prinzipien des Urheberrechts (Zweckübertragungsregel). Unabhängig davon und nahezu zeitgleich kam der BGH in der Entscheidung über den Film Das Boot zum selben Schluss (die Begründungen Hertins und des BGH ergänzen einander). Demnach steht dem Kameramann Jost Vacano ein Teil der Einnahmen zu.

## Schriften (Auswahl)

### Als Autor
- mit Wilhelm Nordemann und Kai Vinck: Urheberrecht : Kommentar zum Urheberrechtsgesetz und zum Urheberrechtswahrnehmungsgesetz; mit den Texten der Urheberrechtsgesetze Österreichs und der Schweiz. Kohlhammer, Stuttgart, Berlin, Köln, 1998, ISBN 3-17-015018-9
- mit Wilhelm Nordemann und Kai Vinck: International Copyright and Neighboring Rights Law. Commentary with special emphasis on the European Community. Verlag C.H. Beck, 2000, ISBN 978-3-17-019771-8
- Recht. In: Handbuch der Musikwirtschaft. Hrsg. von Rolf Moser und Andreas Scheuermann, Joseph Keller Verlags AG, Starnberg, München, 2003, ISBN 978-3-7808-0188-3
- Urheberrecht. Verlag C.H. Beck, München, 2008; ISBN 978-3-406-56604-2
- Musterverträge und deren Kommentierung zu den Bereichen Musik, Film, Rundfunk/Fernsehen und Video. In:  Münchener Vertragshandbuch. Band 3: Wirtschaftsrecht II (hrsg. von Prof. Dr. Rolf A. Schütze und Prof. Dr. Lutz Weipert), Verlag C.H. Beck, 2009
- Lauterkeitsrecht, Kommentar zum Gesetz gegen den unlauteren Wettbewerb (UWG). Hrsg. von Prof. Dr. Karl-Heinz Fezer, 2 Bände, München, 2010, ISBN 978-3-406-57895-3
- Die Subventionierung der E-Musik durch Einkünfte aus anderen Sparten der Musikverwertung. Das GEMA-Verteilungssystem auf dem Prüfstand, in: Gewerblicher Rechtsschutz und Urheberrecht, Jg. 115, Nr. 5/2013, S. 469–476 (Abstract)
- Künstler zwischen Ruhm und Recht – was ihre Signaturen und Inschriften erzählen können. Quintus Verlag, Berlin 2024, 335 S., ISBN 978-3-96982-104-6

### Als Herausgeber
- Ernst-Joachim Mestmäcker, Erich Schulze: Kommentar zum deutschen Urheberrecht. Hrsg. von Paul W. Hertin, Marcel Schulze, Michel Walter, Luchterhand Verlag, Neuwied, Loseblattslg., Dezember 2005